# Creació segons el Gènesi

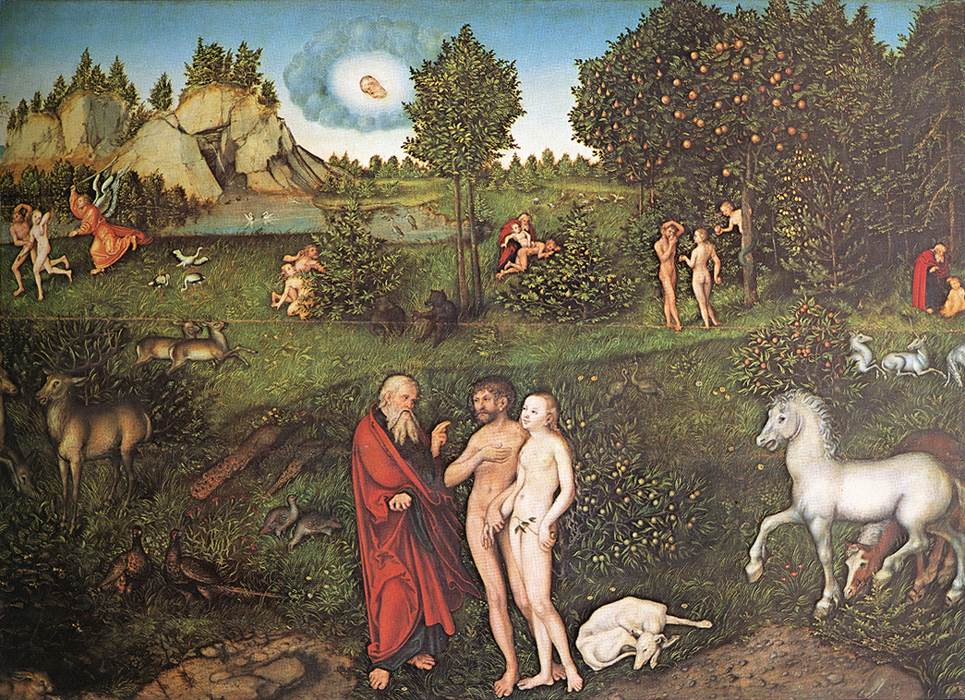
Jardí de l'Edèn

La Creació segons Gènesi és l'explicació bíblica sobre la creació del món i de l'home dels dos primers capítols del llibre bíblic del Gènesi, que conté dos relats de la Creació diferenciats per la seqüència dels fets.

## Primer relat
En el primer relat es crea el món en set dies i per ordre ascendent: Llum, Firmament, Planetes, Peixos, Aus, Rèptils, Bèsties i finalment l'Home, mascle i femella. La seqüència se sembla molt a l'Evolució, no és per casualitat sinó per motiu que el narrador imaginà que la creació s'havia produït des del més senzill que és la matèria, al més complex que seria l'home.
El relat acaba amb la creació de l'espècie humana, sense distinció de sexe, recalcant-t'ho al dir "mascle i femella els creà". És a dir, l'home i la dona foren creats junts, en igualtat de condicions i sense fer distinció ni privilegi d'un sobre l'altre.
- El Primer dia: Déu creà la llum ("Que es faci la llum!") Déu divideix la llum de la foscor, i el "dia" de la "nit".
- El Segon dia: Déu crea el firmament ("Que hi hagi un firmament...!") i dividir les aigües per sobre de les aigües de sota. El firmament s'anomena "cel".
- El Tercer dia: Déu ordena que les aigües de sota que s'apleguin en un sol lloc, i la terra ferma va aparèixer. "Terra" i "mar" es diran. Déu ordena a la terra que produeixi herba verda, les plantes i els arbres fruiters.
- El Quart dia: Déu creà les llums en el firmament per separar la llum de la foscor i per marcar dies, estacions i anys. Dos grans llums es creen (probablement el sol i la lluna), i les estrelles.
- El Cinquè dia: Déu ordena a la mar "que produeixi criatures que s'hi moguin", i els ocells per a volar a través dels cels, crea aus i les criatures del mar, i els mana que siguin fecunds i que es multipliquin.
- El Sisè dia: Déu ordena a la terra crear éssers vius; bèsties salvatges, animals i rèptils. A continuació, crea l'Home i la Dona a la seva "imatge" i "semblança". Se'ls diu "sigueu fructífers, i multipliqueu-vos, i ompliu la terra i sotmeteu-la". La totalitat de la creació és descrita per Déu com a "molt bona".
- Setè dia: Déu, després d'haver completat els cels i la terra, descansa de la seva feina, i beneeix i santifica el setè dia.

## Segon relat
A Gènesi 2,4 hi ha el segon relat, diferent del primer. Déu crea primer a l'home a partir del fang. Després construeix el Jardí de l'Edèn perquè l'home hi visqui. Més tard s'adona que "no és bo que l'home estigui sol", per tant, crea els animals i els presenta davant d'Adam per veure si entre ells hi ha algun adequat per fer-li companyia. Com que no el troba, Déu adorm a Adam, li treu una costella i d'ella crea a Eva. Aquest relat és totalment diferent del primer, considera que la dona ha estat creada per servir de companya a l'home, creada després de l'home i dels animals.

### Inici
- Gènesi 2:4 - "Així foren els orígens del cel i de la terra quan van ser creats. Quan el Senyor-Déu va fer la terra i el cel."
- Gènesi 2:5-6 - "no hi havia cap matoll ni havia nascut l'herba, perquè el Senyor Déu encara no havia fet ploure, ni existia cap home que pogués conrear els camps. Però de dintre la terra pujava una humitat que els amarava en tota la seva extensió".

#### Creació de l'home
- Gènesi 2:7 - "Llavors el Senyor-Déu va modelar l'home amb pols de la terra. Li va infondre l'alè de vida, i l'home es va convertir en un ésser viu".
- Gènesi 2:8-9 - "Després el Senyor va plantar un jardí a l'Edèn i va posar-hi l'home que havia modelat... Al mig del jardí hi feu néixer l'arbre de la vida i l'arbre del coneixement del bé i del mal".
- Gènesi 2:16 - "I li va donar aquest manament: Pots menjar dels fruits de tots els arbres del jardí. Però no mengis del fruit de l'arbre del coneixement del bé i del mal, perquè el dia que en mengis, tingues per cert que moriràs".

#### Creació dels animals
- Gènesi 2:18-19 - "Llavors el Senyor-Déu es digué: No és bo que l'home estigui sol. Li faré una ajuda que li faci costat. El Senyor-Déu va modelar amb terra tots els animals feréstecs i tots els ocells, i els va presentar a l'home..."

#### Creació de la dona
- Gènesi 2:21 - "Llavors el Senyor-Déu va fer caure l'home en un son profund... prengué una de les seves costelles... De la costella... va fer-ne la dona...".

- Gènesi 2:25 - "L'home i la seva dona estaven despullats i no sentien vergonya".